# 国鉄22000系客車
国鉄22000系客車（こくてつ22000けいきゃくしゃ）は、日本国有鉄道（国鉄）の前身である鉄道院・鉄道省が1919年（大正8年）から1927年（昭和2年）にかけて製造した17m級木造二軸ボギー式客車の形式群である。
なお、この名称は鉄道省が定めた制式の系列呼称ではなく、1920年（大正9年）より製造された24400形（後のナハ22000形）と同様の寸法・構造の客車を総称する、趣味的・便宜的な呼称である。
また、本記事では一般的な長形台枠であるUF12を標準として使用するグループ以外に、明治45年式台枠と呼称される旧型台枠を流用したグループと、魚腹式台枠であるUF15を使用する改良型のナハ23800形を基幹形式とするグループを含めた、いわゆる大形2AB車全般についても、合わせて取り扱うこととする。
なお、明治44年（1911年）鉄道院車両称号規程による形式も、昭和3年（1928年）鉄道省車両称号規程による形式も、正確には5桁の数字のみであるが、便宜的に明治44年車両称号規程によるものは形式数字のみで、昭和3年車両称号規程によるものは形式数字に記号を付して表記することとする。

## 概要
1918年（大正7年）の第一次世界大戦の終結後、鉄道院は将来的な貨物需要減少と旅客需要増大の見通しの下、旅客輸送力増強のために制式客車の大型化を企画した。
そこでまず、1919年12月1日に鉄道院直営の大井工場で二等座席車であるホロ22000と三等座席車であるホハ25000の2両の試作車を製造し、これらを試運転した後に実際の運用に投入して評価試験を行うこととした。また、これに合わせて翌1920年に「大形客車車両限界」を制定し、実際の車両運用に必要となる法規上の条件整備が実施された。
当然ながら従来よりも拡幅された車体を備え快適性に勝るこれらの客車は、翌1920年9月より汽車製造本店・東京支店、日本車輌製造本店・東京支店、藤永田造船所、梅鉢鐵工場、川崎造船所兵庫工場といった省指定民間車両メーカー各社を総動員しての量産が開始された。さらに、関東大震災後には被災焼失車の補充もあって新たに新潟鐵工所および田中車輛の2社が製造に参加し、当初より優等車の一部については大井・大宮・鷹取・小倉の鉄道省直営4工場が製造を担当していたこともあって、結果として日本国内でこのクラスの大形客車製造が可能な工場を文字通り総動員する態勢が採られ、空前の大量生産が実施された。
優等車については上位車種が20m級三軸ボギー式の「大形3AB車（28400系）」として製造されたため、展望車や一等寝台車などといった華やかな車種がグループ内に含まれなかった。これに対し、基幹車種である三等座席車は合計1,790両が7年の間に量産されており、第二次世界大戦後の鋼体化改造実施まで国鉄の旅客輸送を支える基幹車種として重用された。

## 車体
最大幅2,900mm、車体幅2,800mmの大断面を採用し、天井も最大高が拡大されて明かり取り窓のある二重屋根を採用しつつ余裕のある天井高さが確保され、前世代の標準客車であった鉄道院基本形などと比較して格段に快適性が向上している。当初は、ヤード・ポンド法により設計されていたが、1925年（大正14年）度製よりメートル法により設計されている。また、当初の窓構造は下降式であったが、1924年（大正13年）度製より上昇式に変更された。
また、通風器は、従来の水雷型通風器に代えてガーランド式通風器が採用されており、屋根の印象は従来とは大幅に異なったものとなった。
これに対し、座席配置や窓配置そのものは三等車の場合鉄道院基本形から変更されておらず、3枚の側窓に2組の固定クロスシートによるボックス席を組み合わせる、オハ31系まで継承されることになるレイアウトが採用されていた。
なお、本系列の車体断面は、第二次世界大戦後に10系客車において車体裾を絞ることで車体幅を2,900mmへ拡張する手法が導入されるまで長く国鉄客車の標準として踏襲され続けたが、当初は入線可能区間に制約があり、1921年3月19日にはこれらの大形客車の運行可能区間が改めて定められたほか、同年までに製造のグループでは取り付け位置に工夫し、雨樋が車体からさらに飛び出して車両限界に抵触することを回避する設計となってもいた。

## 主要機器
台車は、大正6年度基本形と称する球山形鋼を側枠に使用する釣り合い梁式の二軸ボギー台車を装備する。軸距は2,438mm（6ft）で、1924年度までの製作車はこれを装備する。1925年度以降製の台車（TR11、TR12）は、メートル法により設計されており、軸距は2,450mmとなっているが、基本的な設計は同一である。なお、車軸は大正6年度基本形およびTR11が基本10t長軸、TR12が基本12t長軸である。
標準軌への改軌が前提条件とされたために採用された長軸であるが、これは後に華中鉄道への客車供出時に思わぬ形で役立つこととなった。
ブレーキは当初真空ブレーキとウェスティングハウス・エア・ブレーキ社製P三動弁による自動空気ブレーキを併設して竣工したが、1930年代初頭までに真空ブレーキは撤去され、Pブレーキについても後年、オハ31系量産中に開発されたA動作弁によるAVブレーキ装置に交換されている。
連結器は当初はねじ式連結器を搭載していたが、1925年7月製以降の車両は自動連結器に変更され、それ以前に製造された車両も1925年7月に一斉に自動連結器に交換されている。

## 形式

### 基本形式

#### 二等寝台車

##### 20600形（前期形） → ナロネ20100形
20600形は、1921年（大正10年）に鉄道省の大井、大宮、鷹取、小倉の各工場で28両（ロネ20600 - ロネ20627）が製造された二等寝台車。1928年10月1日に施行された車両称号規程改正では、ナロネ20100形（ナロネ20100 - ナロネ20127）となった。寝台は2段のツーリスト形で、定員は座席時30人、寝台時20人、喫煙室3人である。窓配置はD122222211Dで、寝台部分の幕板には上段寝台用の小窓が設けられている。自重は29.14t - 30.65t。台車は大正6年度基本形である。ナハユ25300形に2両、オハユニ25400形に12両、オハニ25800形に6両、オニ26500形に2両、オニ26750形に5両が改造されたほか、1両が鋼体化改造の種車となっている。

##### 20600形（後期形） → ナロネ20100形
20600形は、1924年に鉄道省の大井工場で10両（ロネ20640 - ロネ20649）が製造された二等寝台車。1928年10月1日に施行された車両称号規程改正では、ナロネ20100形（ナロネ20130 - ナロネ20139）となった。1921年製の前期形と同一の構造であるが、窓が上昇式となったことで幕板の寝台用小窓がなくなったのが特徴である。自重は27.92t。1両が廃車となり、ナハ23960形に6両、ナハユ25300形に1両が改造されたほか、2両が鋼体化改造の種車となっている。

##### 20650形（前期形） → ナロネフ20200形
20650形は、1921年に鉄道省の大井工場で10両（ロネフ20650 - ロネフ20659）が製造された二等寝台緩急車。1928年10月1日に施行された車両称号規程改正では、ナロネフ20200形（ナロネフ20200 - ナロネフ20209）となった。寝台は2段のツーリスト形で、定員は座席時30人、寝台時20人、喫煙室3人である。窓配置はD122222211Dで、寝台部分の幕板には上段寝台用の小窓が設けられている。自重は29.46t。台車は大正6年度基本形である。ナハユ25300形に2両、オハユニ25400形に4両、オハニ25800形に4両が改造された。

##### 20650形（後期形） → ナロネフ20200形
20650形は、1924年に鉄道省の大井工場で10両（ロネフ20660 - ロネフ20669）が製造された二等寝台緩急車。1925年（大正14年）には同じく大井工場で5両（ロネフ20670 - ロネフ20674）が追造されているが、こちらはメートル法によって設計されている。1928年10月1日に施行された車両称号規程改正では、ナロネフ20200形（ナロネフ20210 - ナロネフ20224）となった。1921年製の前期形と同一の構造であるが、窓が上昇式となったことで幕板の寝台用小窓がなくなったのが特徴である。台車は1924年製が大正6年基本形、1925年製がTR11である。自重は1924年製が28.88t、1925年製が28.02t。1両が廃車となったほか、ナハユ25300形に2両、オハニ25800形に12両が改造され消滅した。

#### 和食堂車

##### 20880形 → ナシ20300形
20880形は、1922年（大正11年）に日本車輌製造で3両（ホワシ20880 - ホワシ20882）が製造された和食堂車。関東大震災によりホワシ20880が廃車され、1928年10月1日に施行された車両称号規程改正では、ホワシ20881, ホワシ20882がナシ20300形（ナシ20300, ナシ20301）となった。客席は窓側に向いたカウンター形で、定員は30人である。窓配置はD222222222D、自重は26.87t、台車は大正6年度基本形である。ナハ21950形に改造され消滅した。

##### 20890形 → ナシ20300形
20890形は、1923年（大正12年）に日本車輌製造で5両（ホワシ20890 - ホワシ20894）および1924年（大正13年）に鉄道省大宮工場で7両（ホワシ20895 - ホワシ20901）が製造された和食堂車。1928年10月1日に施行された車両称号規程改正では、ナシ20300形（ナシ20302 - ナシ20306, ナシ20310 - ナシ20316）となった。客席は窓側に向いたカウンター形で、定員は28人である。窓配置はD222222D（出入台はすべて閉塞）、自重は28.18t - 28.19t、台車は大正6年度基本形である。1924年製の7両は上昇窓である。ナハ21950形に改造され消滅した。

##### 20850形 → ナシ20350形
20850形は、1924年に4両（ホワシ20850 - ホワシ20853）および1925年（大正14年）に6両（ホワシ20354 - ホワシ20359）がいずれも鉄道省大宮工場で製造された和食堂車。1924年製の4両は第3・第4列車（後の特別急行列車「櫻」）用に製造されたものである。1928年10月1日に施行された車両称号規程改正では、ナシ20350形（ナシ20356 - ナシ20359, ナシ20353 - ナシ20355, ナシ20350 - ナシ20352）となった。客席は2+4人掛けのテーブル形で、定員は30人である。窓配置はD22222222D（出入台はすべて閉塞）、自重は28.70t - 28.19t、台車は1924年製が大正6年基本、1925年製がTR11である。窓は全車上昇窓。1両が事故廃車となったほか、オハユニ25400形に4両、オニ26530形に5両が改造され、消滅した。

#### 一二等車

##### 21200形 → ナイロ20500形
21200形は、1921年に鉄道省鷹取工場で8両（ホイロ21200 - ホイロ21207）、大宮工場で3両（ホイロ21208 - ホイロ21210）が製造された一二等車。1928年10月1日に施行された車両称号規程改正では、ナイロ20500形（ナイロ20500 - ナイロ20510）となった。座席は一等室、二等室ともに転換クロスシートで、一等室は1+2人掛けの定員17人、二等室は2+2人掛けの定員24人である。両室の境界部に便所と洗面所を設備する。窓配置はD122111221Dで、自重は28.93t。台車は大正6年度基本形である。ナロ21130形に2両。ナロハ21440形に2両、オハニ25830形に2両、ナハ23000形に1両が改造されたほか、3両が鋼体化改造の種車となった。 

##### 21500形 → ナイロフ20550形
21500形は、1927年（昭和2年）に鉄道省大宮工場で5両（ナイロフ21500 - ナイロフ21504）が製造された一二等緩急車。1928年10月1日に施行された車両称号規程改正では、ナイロフ20550形（ナイロフ20550 - ナイロフ20554）となった。座席は一等室、二等室ともにロングシートで、一等室の定員は14人、二等室の定員は28人である。両室の境界部に便所と洗面所を設備する。魚腹型台枠をもち、窓は上昇式で窓配置はD22122221Dである。自重は29.18t、台車はTR11。1両が事故廃車となったほか、オハニ25770形に1両、オヤ26950形に1両が改造され、2両が鋼体化改造の種車となった。
また、ナイロフ20550は、横須賀線において皇族用として電車編成に組み込んで使用され、代替車としてクロ49形が1931年（昭和6年）に新製されるまで運用された。

#### 二等車

##### 22000形 → ナロ20800形
22000形は、1919年に鉄道省大井工場で1両（ホロ22000）が試作された特別室付き二等車である。一般室の座席はボックスシートで定員40人、特別室の定員は6人である。窓配置はD222222221Dで、窓構造は下降式。一般室と特別室の境界部に便所及び洗面所が設置されている。自重は27.46t、台車は大正6年度基本形。特別室部は、片廊下式である。1928年10月1日に施行された車両称号規程改正では、ナロ20800形（ナロ20805）となり、後年ナロハ21450形（ナロハ21706）に改造され消滅した。

##### 21650形 → ナロ20800形
21650形は、1922年に汽車製造東京支店で5両（ホロ21650 - ホロ21654）が製造された特別室付き二等車である。一般室の座席はボックスシートで定員44人、特別室の定員は6人である。窓配置はD12222212Dで、窓構造は下降式。一般室と特別室の境界部に一体化した便所及び洗面所が設置されている。自重は26.90t、台車は大正6年度基本形。特別室部および便所洗面所部は、片廊下式である。1928年10月1日に施行された車両称号規程改正では、ナロ20800形（ナロ20800 - ナロ20804）となった。全車がナロハ21450形（ナロハ21722 - ナロハ21726）に改造され消滅した。

##### 21700形（平台枠形） → ナロ20600形・ナロ20850形
21700形（平台枠形）は、1921年から1927年までに330両が製造された二等車である。ボックスシート形45両と転換クロスシート形285両の2種があり、関東大震災により1両（ホロ21700）が廃車となっている。1928年10月1日に施行された車両称号規程改正では、前者がナロ20600形（44両。ナロ20600 - ナロ20643）、後者がナロ20850形（285両。ナロ20850 - ナロ21134）となった。
ボックスシート形の定員は52人、窓配置はD12222221D、窓構造は1921年製が下降式、1927年製が上昇式、自重は27.49t - 29.51t、台車は1921年製が大正6年度基本形、1927年製がTR11である。製造と改番の状況は次のとおり。
- 1921年製
  - 鉄道省大宮工場（5両）:ホロ21700 - ホロ21704 → ナロ20602 - ナロ20605
  - 日本車輌製造支店（6両）:ホロ21705 - ホロ21710 → ナロ20606 - ナロ20611
  - 汽車製造（24両）:ホロ21711 - ホロ21732, ホロ21780, ホロ21781 → ナロ20612 - ナロ20633, ナロ20600, ナロ20601
  - 川崎造船所（7両）:ホロ21733 - ホロ21739 → ナロ20634 - ナロ20640
- 1927年製
  - 鉄道省小倉工場（3両）:ナロ31915 - ナロ31917 → ナロ20641 - ナロ20643

転換クロスシート形の定員は52人、窓配置はD131D、窓構造は1921年製が下降式、1924年製以降が上昇式、自重は27.42t - 29.51tである。台車は1921年 - 1925年製が大正6年度基本形、1926年製以降がTR11である。製造および改番の状況は次のとおり。
- 1921年製（40両）
  - 川崎造船所（7両）:ホロ21740 - ホロ21746 → ナロ20885 - ナロ20891
  - 日本車輌製造支店（8両）:ホロ21747 - ホロ21754 → ナロ20892 - ナロ20896, ナロ20917 - ナロ20919
  - 汽車製造（11両）:ホロ21755 - ホロ21765 → ナロ20850 - ナロ20860
  - 日本車輌製造本店（14両）:ホロ21766 - ホロ21779 → ナロ20861 - ナロ20868, ナロ20872 - ナロ20877
- 1922年製（30両）
  - 汽車製造支店（20両）:ホロ21782 - ホロ21801 → ナロ20897 - ナロ20916
  - 日本車輌製造支店（5両）:ホロ21802 - ホロ21806 → ナロ20878 - ナロ20882
  - 鉄道省大井工場（3両）:ホロ21807 - ホロ21809 → ナロ20869 - ナロ20871
  - 鉄道省大宮工場（2両）:ホロ21810, ホロ21811 → ナロ20883, ナロ20884
- 1923年製（90両）
  - 鉄道省大井工場（10両）:ホロ31700 - ホロ31709 → ナロ20920 - ナロ20929
  - 日本車輌製造本店（40両）:ホロ31710 → ホロ31749 → ナロ20930 - ナロ20934, ナロ20990 - ナロ21009, ナロ20975 - ナロ20989
  - 川崎造船所（40両）:ホロ31750 - ホロ31789 → ナロ20940 - ナロ20974, ナロ20935 - ナロ20940
- 1924年製（90両）
  - 日本車輌製造本店（36両）:ナロ31790 - ナロ31805, ナロ31830 - ナロ31849 → ナロ21010 - ナロ21024, ナロ21055, ナロ21060 - ナロ21079
  - 川崎造船所（44両）:ナロ31806 - ナロ31829, ナロ31850 - ナロ31869 → ナロ21056 - ナロ21059, ナロ21025 - ナロ21044, ナロ21080 - ナロ21099
  - 鉄道省鷹取工場（10両）:ナロ31870 - ナロ31789 → ナロ21045 - ナロ21054
- 1926年製（35両）
  - 川崎造船所（35両）:ナロ31880 - ナロ 31914 → ナロ21120 - ナロ21134, ナロ21100 - ナロ21119

その後、ナロハ21400形およびナイロ20500形各1両の改造により2両（ナロ21135, ナロ21136）が増加している。
ナロ20600形は、11両がナロハ21700形、9両がナハ21960形へ改造され、太平洋戦争中の戦災により10両が廃車されるとともに、14両が鋼体化改造の種車となり消滅した。ナロ20850形は、4両が事故廃車となったほか、ナロハ21450形に280両、ナル27700形に1両が改造されるとともに2両が鋼体化改造の種車となり消滅した。

##### 21700形（魚腹台枠形） → ナロ20700形
21700形（魚腹台枠形）は、1927年に鉄道省小倉工場、川崎造船所および日本車輌製造本店で57両（ナロ31918 - ナロ31974）が製造された二等車である。一般室の座席はボックスシートで定員52人である。窓配置はD12222221Dで、窓構造は上昇式。自重は28.07t - 29.31t、台車はTR11。台枠は魚腹形である。1928年10月1日に施行された車両称号規程改正では、全車がナロ20700形（ナロ20729 - ナロ20732, ナロ20721 - ナロ20728, ナロ20752 - ナロ20756, ナロ20700 - ナロ20715, ナロ20733 - ナロ20751, ナロ20716 - ナロ20720）となった。その後、8両（ナロ20700 - ナロ20703, ナロ20721, ナロ20723 - ナロ20725）が陸軍の要請で華中鉄道に供出されるとともに、4両が事故廃車、2両がナロハ21450形に、6両がナハ21970形に、1両がオヤ26970形に改造され、2両が戦災廃車となった。戦後は、残存の34両が鋼体化改造の種車となった。

##### 22160形（平台枠形） → ナロフ21200形・ナロフ21270形
22160形（平台枠形）は、1924年および1926年に45両（ナロフ22160 - ナロフ22204）が製造された二等緩急車である。ボックスシート形40両（ナロフ22165 - ナロフ22204）と転換クロスシート形5両（ナロフ22160 - 22164）の2種があり、1928年10月1日に施行された車両称号規程改正では、前者がナロフ21200形（ナロフ21200 - ナロフ21239）、後者がナロフ21270形（ナロフ21270 - ナロフ21274）となった。
ボックスシート形は1926年製で、製造所は鉄道省大井工場、大宮工場、日本車輌製造本店、川崎造船所、田中車輛である。定員は48人、窓配置はD12222221D、窓構造は上昇式、自重は27.07t - 28.30t、台車はTR11。5両がナヘロフ21280形に、9両がナロハフ21800形に、7両がナハフ24000形に改造されたほか、4両が事故廃車となり、戦後は15両が鋼体化改造の種車となった。
転換クロスシート形は1924年、日本車輌製造本店製である。定員は148人、窓配置はD1121D、窓構造は上昇式、自重は28.45t、台車は大正6年度基本形。3両がナハフ24000形に改造され、1両が事故廃車となり、戦後は1両が鋼体化改造の種車となった。

##### 22160形（魚腹台枠形） → ナロフ21250形
22160形（魚腹台枠形）は、1927年に鉄道省鷹取工場で10両（ナロフ22205 - ナロフ22214）が製造された二等緩急車である。座席はボックスシートで、定員は48人。窓配置はD12222221D、窓構造は上昇式、自重は28.91t、台車はTR11。1928年10月1日に施行された車両称号規程改正では、ナロフ21250形（ナロフ21250 - ナロフ21259）となった。7両がナハフ24000形に改造されたほか、戦後は3両が鋼体化改造の種車となった。

#### 二三等車

##### 22350形（平台枠形） → ナロハ21300形
22350形（平台枠形）は、1924年および1926年に75両（ナロハ22350 - ナロハ22424）が製造された二三等車である。座席は二等室がロングシート、三等室がボックスシートで、定員は二等室が32人、三等室が32人である。窓配置はD333133Dで両室の境界に便所および洗面所が設置される。窓構造は上昇式、自重は27.28t - 27.53tである。台車は1924年製は大正6年基本形、1926年製はTR11である。1928年10月1日に施行された車両称号規程改正では、ナロハ21300形（ナロハ21300 - ナロハ21374）となった。
製造および改番の状況は、次のとおりである。
- 1924年製（35両）
  - 川崎造船所（20両）ナロハ22350 - ナロハ22369 → ナロハ21300 - ナロハ21304, ナロハ21326 - ナロハ21335, ナロハ21355 - ナロハ21359
  - 日本車輌製造本店（15両）ナロハ22370 - ナロハ22384 → ナロハ21368 - ナロハ21372, ナロハ21360 - ナロハ21367, ナロハ21373, ナロハ21374
- 1926年製（40両）
  - 日本車輌製造本店（21両）ナロハ22385 - ナロハ22405 → ナロハ21305 - ナロハ21325
  - 川崎造船所（19両）ナロハ22406 - ナロハ22424 → ナロハ21336 - ナロハ21354

1両が事故廃車となったほか、45両がナハ22000形、1両がオハニ25650形、22両がオユニ26300形に改造、戦後は6両が鋼体化改造の種車となった。

##### 22350形（魚腹台枠形） → ナロハ21400形
22350形（魚腹台枠形）は、1927年に日本車輌製造本店および田中車輛で25両（ナロハ22425 - ナロハ22449）が製造された二三等車である。座席は二等室がロングシート、三等室がボックスシートで、定員は二等室が32人、三等室が32人である。窓配置はD333133Dで両室の境界に便所および洗面所が設置される。窓構造は上昇式、自重は28.57t - 29.06tである。台枠は魚腹形。台車はTR11である。1928年10月1日に施行された車両称号規程改正では、ナロハ21400形（ナロハ21400 - ナロハ21407, ナロハ21423, ナロハ21424, ナロハ21408 - ナロハ21422）となった。その後、1両が事故廃車、5両がナハ22000形に改造され、6両が戦災廃車となった。戦後は13両が鋼体化改造の種車となった。

#### 三等車

##### 25000形 → ナハ22000形
25000形は、1919年に鉄道省大井工場で1両（ホハ25000）が試作された三等車である。座席はボックスシートで定員80人である。窓配置はD333331Dで、窓構造は下降式。台車は大正6年度基本形。1928年10月1日に施行された車両称号規程改正では、ナハ22000形（ナハ22534）となる予定であったが、ナハ23050と改称された。当車は、戦災により廃車となった。

#### 三等荷物車

##### 27050形 → オハニ25500形
27050形は、1921年から1924年までに150両（オハニ27050 - オハニ27199）が製造された三等荷物車である。1928年10月1日に施行された車両称号規程規程改正では、オハニ25500形（オハニ25550 - オハニ25649）となった。定員は36人、荷物室の荷重は5tである。窓配置はD33111D（荷）111D、窓構造は1923年以前製は下降式、1924年製は上昇式である。自重は26.26 - 27.49t。台車は大正6年度基本形である。製造および改番の状況は次のとおりである。
- 1921年製（10両）
  - 日本車輌製造支店（10両）ホハニ27050 - ホハニ27059 → オハニ25500 - オハニ25504, オハニ25573 - オハニ25577
- 1922年製（55両）
  - 日本車輌製造支店（38両）ホハニ27060 - ホハニ27067, ホハニ27085 - ホハニ27114 → オハニ25578 - オハニ25582, オハニ25616 - オハニ25618, オハニ25583 - オハニ25592, オハニ25505 - オハニ25514, オハニ25563 - オハニ25567, オハニ25626 - オハニ25630
  - 日本車輌製造本店（17両）ホハニ27068 - ホハニ27084 → オハニ25619 - オハニ25625, オハニ25553 - オハニ25562
- 1923年製（35両）
  - 鉄道省大井工場（8両）ホハニ27115 - ホハニ27122 → オハニ27515 → オハニ27522
  - 日本車輌製造支店（17両）ホハニ27123 - ホハニ27139 → オハニ25523 - オハニ25539
  - 日本車輌製造本店（10両）ホハニ27140 - ホハニ27149 → オハニ25540 - オハニ25542, オハニ25593 - オハニ25599
- 1924年製（50両）
  - 汽車製造本店（20両）オハニ27150 - オハニ27159, オハニ27190 - オハニ27199 → オハニ25631 - オハニ25640, オハニ25010 - オハニ25015, オハニ25646 - オハニ25649
  - 日本車輌製造支店（10両）オハニ27160 - オハニ27169 → オハニ25543 - オハニ25552
  - 日本車輌製造本店（20両）オハニ27170 - オハニ27189 → オハニ25568 - オハニ25572, オハニ25641 - オハニ25645, オハニ25600 - オハニ25068, オハニ25009

その後、1948年（昭和23年）にナロハ21450形の改造車が7両（オハニ25650 - オハニ25656）、ナハ22000形の改造車2両（オハニ25657, オハニ25658）、ナロハ21300形の改造車1両（オハニ25659）が編入された。
戦災で4両、事故で5両、その他で17両が廃車となり、23両がオハユ25300形、1両がナヤ26930形、1両がチホニ900形に改造された。戦後は99両が鋼体化改造の種車となった。

#### 郵便車
- オユフ27500形（オユ26000形）
- オユフ27500形（オユ26150形）

#### 郵便荷物車
- オユニ27560形（オユニ26200形）
- オユニ27620形（オユニ26250形）
- オユニ27660形（オユニ26350形）

#### 荷物車
- ホニ27830形→オニ27830形（オニ26600形）
- オニ27770形（オニ26500形）
- オニ27920形（オニ26700形）

### 改造車

#### 二等病客車
- ナロヘフ21280形

#### 二三等車
- ナロハ21440形
- ナロハ21450形

#### 三等車
- ナハ21950形
- ナハ23950形
- ナハフ24920形

#### 三等郵便車
- ナハユ25300形

#### 三等郵便荷物車
- オハユニ25400形

#### 三等荷物車
- ナハニ25800形

#### 荷物車
- ナニ26530形
- オニ26750形
- スニ26750形

#### 職用車
- オヤ26950形
- ナヤ26990形

## 終焉
本系列は、ほとんどが木造車体のまま太平洋戦争終了後まで使用されたが、経年による車体の老朽化と戦中戦後の酷使により疲弊が目立ち危険な状況となった。このため、本系列4両分の台枠について鉄道院基本形客車等の台枠部材を4等分して挿入、17m級であったものを20m級とした上で、その上に新しい鋼製車体を組み立てて20m級鋼製客車とする、いわゆる鋼体化改造工事（60系客車）の主な種車となり、1955年ごろには国鉄線の営業用車両としては一掃された。この工事の対象となった各車の新旧番号対照については、国鉄60系客車の新旧番号対照を参照。